# Quốc ca
Quốc ca nói chung là một bài hát thể hiện sự ái quốc, khơi gợi và tán dương lịch sử, truyền thống và đấu tranh của nhân dân quốc gia đó, được chính phủ của một đất nước công nhận là bài hát chính thức của quốc gia, hoặc được người dân sử dụng nhiều thành thông lệ.
Quốc ca xuất hiện ở châu Âu trong thế kỷ 19; quốc ca cổ nhất là "Het Wilhelmus", quốc ca Hà Lan, được viết vào khoảng năm 1568 và 1572 trong Chiến tranh tám năm. Quốc ca Nhật Bản, "Kimigayo", có lời bài hát được lấy từ bài thơ có vào thời kỳ Kamakura, vẫn chưa được phổ nhạc cho đến năm 1880. "God Save the Queen", bài quốc ca của Liên hiệp Vương quốc Anh và Bắc Ireland, được trình diễn đầu tiên vào năm 1745 dưới tựa đề "God Save the King". Bài quốc ca Tây Ban Nha, "Marcha Real" (Hành khúc hoàng gia), sáng tác từ năm 1770. "La Marseillaise", quốc ca Pháp, được viết vào năm 1792 và trở thành quốc ca vào năm 1795.
Trong thời kỳ vươn lên của các quốc gia độc lập vào thế kỷ thứ 19 và 20, đa số các quốc gia chọn quốc ca dựa trên từng dân tộc. Vì sự ảnh hưởng của thực dân châu Âu, nó cũng phản ánh trong việc chọn quốc ca, và do đó một vài quốc ca bên ngoài châu Âu mang phong cách châu Âu. Chỉ có một số quốc gia không phải châu Âu có quốc ca của mình có gốc gác từ dân tộc trong đó có Pakistan, Ấn Độ, Trung Quốc, Nhật Bản, Costa Rica, Iran, Sri Lanka, và Myanmar.
Một bài hát ái quốc có thể trở thành quốc ca của một quốc gia bằng một quy định trong hiến pháp của nước đó, bằng một bộ luật của cơ quan lập pháp ban hành, hoặc chỉ đơn giản là do truyền thống. Đa số quốc ca có phong cách hành khúc hoặc bài ca tụng. Những quốc gia ở Châu Mỹ Latin có xu hướng sử dụng các đoạn nhạc mang phong cách opera, trong khi một số quốc gia chỉ đơn giản là kèn lệnh.
Quốc ca thường viết bằng ngôn ngữ phổ biến nhất của quốc gia đó, có thể là trên danh nghĩa hoặc chính thức. Quốc ca Ấn Độ, Jana Gana Mana, là một phiên bản Sanskrit hóa ngôn ngữ Bengali. Mặt khác, quốc ca Pakistan không phải là tiếng Urdu hay tiếng Anh (ngôn ngữ chính thức) hoặc bất cứ ngôn ngữ bản địa nào mà là tiếng Ba Tư. Thực tế này do truyền thống của Pakistan đại diện cho đỉnh cao của các quốc gia và vương quốc Hồi giáo trong khu vực; ngôn ngữ của nhiều quốc gia đó là tiếng Ba Tư. Các quốc gia có nhiều hơn một ngôn ngữ chính thức thường có nhiều phiên bản quốc ca, như quốc ca Thụy Sĩ có nhiều lời khác nhau cho mỗi ngôn ngữ của quốc gia (tiếng Pháp, Đức, Ý và Romansh). Quốc ca Singapore có bốn phiên bản cho bốn ngôn ngữ chính thức (tiếng Anh, Malay, Quan Thoại, Tamil), nhưng theo pháp luật thì chỉ lời bài hát của tiếng Malay là chính thức, mặc dù ở đây tiếng Anh hay Quan Thoại là ngôn ngữ phổ biến hơn. Mặt khác, quốc ca Nam Phi độc đáo ở chỗ năm trong mười một ngôn ngữ chính thức được dùng trong cùng một bài quốc ca (mỗi thứ tiếng là một khổ thơ). Quốc gia đa ngôn ngữ khác, Tây Ban Nha không có lời cho quốc ca La Marcha Real mặc dù vào năm 2007 một cuộc thi toàn quốc để viết lời đã được tổ chức.

## Sử dụng

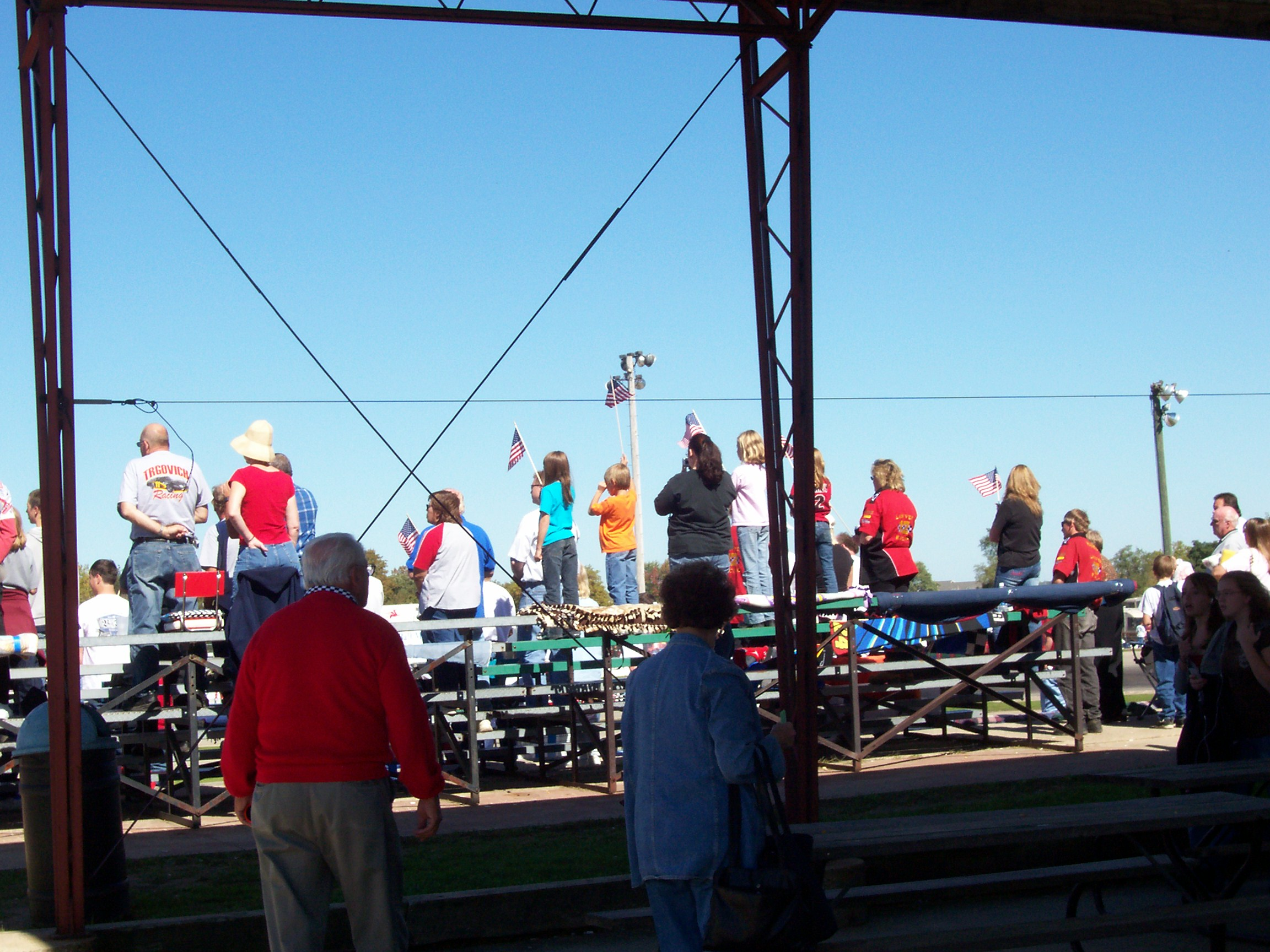
Vào đầu các sự kiện thể thao quốc tế, hoặc thỉnh thoảng (như tại Hoa Kỳ trong hình) tại sự kiện quốc nội, người xem đứng lên trong khi hát quốc ca.

Quốc ca được dùng trong nhiều loại bối cảnh. Chúng được chơi tại buổi lễ và lễ hội quốc gia, và cũng gắn liền với các sự kiện thể thao. Trong các cuộc thi đấu thể thao, như Thế vận hội, quốc ca của vận động viên đoạt huy chương vàng được chơi tại mỗi buổi lễ trao huy chương. Quốc ca cũng được chơi trước các trận đấu trong nhiều giải thể thao, từ khi nó bắt đầu được sử dụng trong trận đấu bóng chày vào Chiến tranh thế giới II. Tuy nhiên việc sử dụng quốc ca bên ngoài đất nước đó phụ thuộc vào sự công nhận của quốc tế về quốc gia đó. Ví dụ, trước sức ép rất lớn của Cộng hòa Nhân dân Trung Hoa (tức Trung Quốc), Trung Hoa Dân Quốc (tức Đài Loan) không được IOC công nhận là một quốc gia riêng biệt và các vận động viên Đài Loan phải thi đấu dưới tên gọi là Đài Bắc Trung Hoa; Quốc kỳ ca được sử dụng thay cho quốc ca. Tại một số nước trên thế giới, quốc ca cũng được cử hành trọng các buổi lễ tưởng niệm cấp Quốc gia, hay lễ Quốc tang và lễ tang cấp cao, thường vào lễ truy điệu hay an táng người mất.
Ở một số quốc gia, quốc kỳ được cử cho học sinh mỗi ngày vào đầu buổi học như bài học về lòng yêu nước. Ở các nước khác quốc ca được chơi tại rạp hát trước một vở kịch hoặc trong rạp chiếu phim trước một bộ phim. Nhiều đài phát thanh và truyền hình cũng cử quốc ca khi họ bắt đầu phát sóng vào buổi sáng và khi kết thúc phát sóng vào ban đêm.
Những nước tùy vào văn hóa và đơn vị cấp nhỏ hơn quốc gia mà có nhạc hoàng gia, nhạc tổng thống, nhạc bang, hoặc nhạc được hiến pháp công nhận chính thức dành cho từng phần của quốc gia liên bang hoặc liên minh. Những loại nhạc này có thể gọi là "quốc ca khu vực", như đối với các khu vực của Nga, hoặc các khu vực của Bỉ.
Các nước đa quốc gia như Liên hiệp Vương quốc Anh và Bắc Ireland và Đan Mạch thi đấu tại các sự kiện thể thao theo nhiều đội khác nhau, như các đội tuyển bóng đá Anh, Scotland, Wales và Bắc Ireland của Vương quốc Anh và Đảo Faroe của Đan Mạch. Điều này sẽ gây ra vấn đề với truyền thống cử quốc ca trước trận đấu, vì Anh lẫn Đan Mạch đều không có quốc ca khu vực và đều dùng quốc ca, God Save the Queen và Der er et yndigt land.
Những chính thể lớn hơn đôi khi cũng có quốc ca. Có nhiều quốc ca ở dạng đa quốc gia hoặc quốc tế. Quốc tế ca là nhạc chính thức của phong trào chủ nghĩa xã hội, Quốc tế cộng sản, và một thời gian là quốc ca Liên bang Xô viết. Giai điệu Ode to Joy trích từ Bản giao hưởng số 9 của Beethoven là quốc ca của Liên minh châu Âu (EU); Liên Hợp Quốc (UN) và Liên minh châu Phi (AU) cũng có quốc ca. Phong trào Olympics cũng có Bài hát Olympic riêng của nó. Những người nói tiếng Esperanto tại những cuộc họp thường sử dụng bài La Espero làm bài hát chính thức. Một số đảo cũng có quốc ca riêng, như Puerto Rico có "La Borinquena".

## Lời bài hát
Một số lời bài hát được những người đạt giải Nobel viết nên. Ấn Độ và Bangladesh lấy hai bài hát do nhà thơ và cũng là người đạt giải Nobel Rabindranath Tagore làm quốc ca, Jana Gana Mana và Amar Shonar Bangla. Người giành giải Nobel Bjørnstjerne Bjørnson đã viết lời cho quốc ca Na Uy Ja, vi elsker dette landet.
Một số quốc ca không có lời chính thức, trong đó có Bosnia và Herzegovina, Tây Ban Nha, và San Marino.